# Andreu Gimeno i Tolaguera
Andreu Gimeno Tolaguera, també conegut com a Andrés Gimeno, (Barcelona, 3 d'agost de 1937 - Barcelona, 9 d'octubre de 2019) va ser un tennista català, que va passar a la història en guanyar el Torneig de Roland Garros de 1972, convertint-se en l'home més veterà en conquerir aquest torneig, amb 34 anys, fins a ser superat per Rafael Nadal (36 anys). L'any 2009 fou admès a l'International Tennis Hall of Fame.

## Biografia
Membre d'una família aficionada al tennis, va ser animat a practicar aquest esport pel seu pare qui fou un dels primers entrenadors professionals espanyols.
Gimeno va aconseguir fama mundial per primera vegada el 1960 en assolir la final de dobles de l'Open de França (en aquell temps amateur) al costat del seu compatriota José Luis Arilla. A la final van caure davant els australians Roy Emerson i Neale Fraser. Aquest mateix any, Gimeno s'alçaria amb el torneig del Club Queen's a Londres sobre herba i poc temps després va esdevenir professional. Com a amateur també va aconseguir alçar-se amb els torneigs de Barcelona i Montecarlo.
L'any 1967 va conquerir el títol de dobles de l'únic torneig professional jugat a Wimbledon abans de l'aparició de l'Era Open. Aquest any va formar parella amb el llegendari Pancho Gonzáles. També arribaria a la final d'un dels més prestigiosos torneigs professionals de l'època a Wembley en què va perdre davant l'australià Rod Laver.
A l'Era Open, va arribar a la final de l'Open d'Austràlia, sobre herba, l'any 1969 encara que va perdre la final davant de Rod Laver, i va aconseguir 5 títols en 10 finals. El més important va ser sens dubte el Torneig de Roland Garros de 1972, on es va convertir a l'home més veterà de la història en guanyar l'Open francès. A la final va derrotar el local Patrick Proisy per 4-6, 6-3, 6-1, 6-1. Va tenir dues aparicions més en semifinals de Grand Slam: el 1968 va perdre davant l'australià Ken Rosewall a l'Open de França en 5 sets mentre que el 1970, després de vèncer Arthur Ashe a vuitens de final, va perdre en sets consecutius davant de John Newcombe.
Es va retirar el 1973, i el 1974 va crear el Club de Tennis Andrés Gimeno a Castelldefels (Barcelona), un complex amb 24 pistes de tennis i excel·lents instal·lacions. Durant els anys 1970 va entrenar jugadors per a la Federació Espanyola (mai no va arribar a ésser capità de Copa Davis per Espanya) i en els anys 1980 ho va ser per la Federació Suïssa. Va ser comentarista de tennis de l'emissora de televisió espanyola TVE durant dues dècades. També va escriure un llibre titulat Máster en Tenis.
El 2009, el seu nom va ser introduït en el Saló Internacional de la Fama del tennis amb el qual Espanya té 5 jugadors en aquest selecte grup.
Es va casar amb Cristina Corolla l'any 1962, i junts van tenir tres fills: Alejo Gimeno, Andres Gimeno Jr. i Cristina Gimeno. L'any 2011 va patir molts problemes financers i un grup dels millors tennistes espanyols en actiu i retirats van celebrar una jornada pública d'homenatge cap a ell el 22 d'octubre de 2011 en el Palau Blaugrana de Barcelona. L'any 2012 treballà com a comentarista a Energy dels partits del Torneig de Roland Garros. Va morir el 9 d'octubre de 2019 amb 82 anys, a causa d'una llarga malaltia.

## Torneigs de Grand Slam

### Individual: 2 (1−1)
| Resultat  | Núm. | Any  | Torneig          | Oponent        | Marcador          |
| --------- | ---- | ---- | ---------------- | -------------- | ----------------- |
| Finalista | 1.   | 1969 | Open d'Austràlia | Rod Laver      | 3−6, 4−6, 5−7     |
| Guanyador | 1.   | 1972 | Roland Garros    | Patrick Proisy | 4−6, 6−, 6−1, 6−1 |

### Dobles masculins: 2 (0−2)
| Resultat  | Núm. | Any  | Torneig       | Parella          | Oponents                 | Marcador            |
| --------- | ---- | ---- | ------------- | ---------------- | ------------------------ | ------------------- |
| Finalista | 1.   | 1969 | Roland Garros | José Luis Arilla | Roy Emerson Neale Fraser | 2−6, 10−8, 5−7, 4−6 |
| Finalista | 2.   | 1968 | US Open       | Arthur Ashe      | Bob Lutz Stan Smith      | 9−11, 1−6, 5−7      |

## Torneigs de Pro Slam

### Individual: 4 (0−4)
| Resultat  | Núm. | Any  | Torneig                                   | Oponent      | Marcador           |
| --------- | ---- | ---- | ----------------------------------------- | ------------ | ------------------ |
| Finalista | 1.   | 1962 | International de France Professionnel     | Ken Rosewall | 6−3, 2−6, 5−7, 2−6 |
| Finalista | 2.   | 1965 | Wembley Championships                     | Rod Laver    | 2−6, 3−6, 4−6      |
| Finalista | 3.   | 1967 | International de France Professionnel (2) | Rod Laver    | 6−4, 8−6, 4−6, 6−2 |
| Finalista | 4.   | 1967 | US Pro Tennis Championships               | Rod Laver    | 6−4, 4−6, 3−6, 5−7 |

## Palmarès

### Individual: 49 (21−28)
| Resultat  | Núm. | Data                   | Torneig                                       | Superfície   | Oponent         | Marcador                   |
| --------- | ---- | ---------------------- | --------------------------------------------- | ------------ | --------------- | -------------------------- |
| Finalista | 1.   | 29 de setembre de 1958 | Camberra, Austràlia                           | Herba        | Roy Emerson     | 3−6, 8−10                  |
| Guanyador | 1.   | 3 de gener de 1959     | Perth, Austràlia                              | Herba        | Butch Buchholz  | 6−1, 6−4, 6−3              |
| Finalista | 2.   | 20 de desembre de 1959 | París, França                                 | Parquet (i)  | Pierre Darmon   | 4−6, 9−11, 6−3, 6−4, 11−13 |
| Guanyador | 2.   | 21 de març de 1960     | Caracas, Veneçuela                            | Dura         | Mike Davies     | 6−4, 4−6, 6−4, 6−3         |
| Guanyador | 3.   | 18 d'abril de 1960     | Montecarlo, Mònaco                            | Terra batuda | Mike Davies     | 8−6, 6−3, 6−4              |
| Guanyador | 4.   | 30 de maig de 1960     | Barcelona, Espanya                            | Terra batuda | Giuseppe Merlo  | 6−1, 6−2, 6−1              |
| Guanyador | 5.   | 13 de juny de 1960     | Londres, Regne Unit                           | Herba        | Roy Emerson     | 8−6, 6−3                   |
| Finalista | 3.   | 16 d'octubre de 1962   | International de France Professionnel, França | Fusta        | Ken Rosewall    | 6−3, 2−6, 5−7, 2−6         |
| Guanyador | 6.   | 2 de juny de 1963      | San Diego, Estats Units                       | Dura         | Rod Laver       | 2−6, 7−5, 6−3              |
| Finalista | 4.   | 15 de novembre de 1964 | El Caire, Egipte                              | Terra batuda | Rod Laver       | 3−6, 3−6                   |
| Finalista | 5.   | 27 de juliol de 1965   | Belfast, Irlanda del Nord                     | Gespa        | Rod Laver       | 4−6, 4−6                   |
| Guanyador | 7.   | 16 d'agost de 1965     | Riccione, Itàlia                              | Terra batuda | Rod Laver       | 1−6, 6−3, 7−5              |
| Guanyador | 8.   | 18 d'agost de 1965     | Èx-los-Bens, França                           | Terra batuda | Rod Laver       | 2−6, 11−9, 6−3             |
| Finalista | 6.   | 28 d'agost de 1965     | Canes, França                                 | Terra batuda | Rod Laver       | 5−7, 5−7, 3−6              |
| Finalista | 7.   | 13 de setembre de 1965 | Wembley, Regne Unit                           |              | Rod Laver       | 3−6, 3−6, 3−6              |
| Guanyador | 9.   | 28 d'octubre de 1965   | Port Elisabeth, Sud-àfrica                    | Dura         | Rod Laver       | 10−6                       |
| Finalista | 8.   | 19 de gener de 1966    | Brisbane, Austràlia                           | Gespa        | Rod Laver       | 3−6, 4−6                   |
| Finalista | 9.   | 4 d'abril de 1966      | Nancy, França                                 | Fusta        | Rod Laver       | 5−7, 3−6                   |
| Finalista | 10.  | 10 d'abril de 1966     | Canes (2)                                     | Terra batuda | Rod Laver       | 5−7, 3−6                   |
| Guanyador | 10.  | 19 de juny de 1966     | Saint Louis, Estats Units                     | Dura         | Rod Laver       | 6−4, 1−6, 6−3              |
| Guanyador | 11.  | 4 de setembre de 1966  | Ginebra, Suïssa                               | Terra batuda | Rod Laver       | 6−3, 6−2                   |
| Guanyador | 12.  | 22 de setembre de 1966 | Barcelona, Espanya                            | Terra batuda | Rod Laver       | 6−4, 10−8, 3−6, 4−6, 6−2   |
| Finalista | 10.  | 8 d'octubre de 1966    | Milà, Itàlia                                  |              | Rod Laver       | 6−4, 1−6, 7−9              |
| Finalista | 11.  | 12 d'octubre de 1966   | Johannesburg, Sud-àfrica                      |              | Rod Laver       | 4−6, 2−6                   |
| Finalista | 12.  | 26 d'octubre de 1966   | Durban, Sud-àfrica                            | Dura         | Rod Laver       | 1−6, 3−6                   |
| Guanyador | 13.  | 7 de novembre de 1966  | Kampala, Uganda                               | Terra batuda | Rod Laver       | 6−0, 6−2                   |
| Finalista | 13.  | 10 de novembre de 1966 | Abidjan, Costa d'Ivori                        | Terra batuda | Rod Laver       | 6−2, 4−6, 0−6              |
| Finalista | 14.  | 14 de novembre de 1966 | Dakar, Senegal                                | Terra batuda | Rod Laver       | 6−2, 1−6, 7−9              |
| Finalista | 15.  | 12 de març de 1967     | San Juan, Puerto Rico                         | Dura         | Rod Laver       | 4−6, 6−3, 1−6              |
| Finalista | 16.  | 26 de març de 1967     | Miami Beach, Estats Units                     |              | Rod Laver       | 3−6, 3−6                   |
| Finalista | 17.  | 11 de juliol de 1967   | Brookline, Estats Units                       | Herba        | Rod Laver       | 6−4, 4−6, 3−6, 5−7         |
| Finalista | 18.  | 16 de juliol de 1967   | US Pro Tennis Championships, Estats Units     | Gespa        | Rod Laver       | 6−4, 4−6, 3−6, 5−7         |
| Finalista | 19.  | 23 de juliol de 1967   | Newport, Estats Units                         | Gespa        | Rod Laver       | 27−31                      |
| Finalista | 20.  | 16 d'octubre de 1967   | International de France Professionnel (2)     | Fusta        | Rod Laver       | 4−6, 6−8, 6−4, 2−6         |
| Finalista | 21.  | 15 de juliol de 1968   | Fort Worth, Estats Units                      | Dura         | Ken Rosewall    | 4−6, 3−6                   |
| Finalista | 22.  | 7 d'octubre de 1968    | Corpus Christi, Estats Units                  |              | Rod Laver       | 2−6, 4−6                   |
| Finalista | 23.  | 20 de gener 1969       | Open d'Austràlia, Austràlia                   | Herba        | Rod Laver       | 3−6, 4−6, 5−7              |
| Guanyador | 14.  | 24 de març de 1969     | Nova York, Estats Units                       | Moqueta (i)  | Arthur Ashe     | 6−1, 6−2, 3−6, 6−8, 9−7    |
| Guanyador | 15.  | 11 de novembre de 1969 | Barcelona                                     | Terra batuda | Rod Laver       | 10−8, 2−6, 3−6, 6−4, 6−1   |
| Finalista | 24.  | 9 de febrer de 1970    | Miami, Estats Units                           | Terra batuda | Ken Rosewall    | 6−3, 2−6, 6−3, 6−7, 3−6    |
| Guanyador | 16.  | 20 d'abril de 1970     | Dallas, Estats Units                          | Moqueta (i)  | Roy Emerson     | 6−2, 6−3, 6−2              |
| Finalista | 25.  | 7 de juny de 1970      | Casablanca, Marroc                            | Terra batuda | John Newcombe   | 4−6, 4−6, 4−6              |
| Guanyador | 17.  | 17 de maig de 1971     | Hamburg, Alemanya Occidental                  | Terra batuda | Peter Szoke     | 6−3, 6−2, 6−2              |
| Guanyador | 18.  | 14 de febrer de 1972   | Los Angeles, Estats Units                     | Dura (i)     | Pierre Barthes  | 6−3, 2−6, 6−2              |
| Finalista | 26.  | 15 de maig de 1972     | Brussel·les, Bèlgica                          | Terra batuda | Manuel Orantes  | 4−6, 1−6, 6−2, 5−7         |
| Guanyador | 19.  | 22 de maig de 1972     | Roland Garros, França                         | Terra batuda | Patrick Proisy  | 4−6, 6−3, 6−1, 6−1         |
| Guanyador | 20.  | 19 de juny de 1972     | Eastbourne, Regne Unit                        | Herba        | Pierre Barthes  | 7−5, 6−3                   |
| Guanyador | 21.  | 10 de juliol de 1972   | Gstaad, Suïssa                                | Terra batuda | Adriano Panatta | 7−5, 9−8, 6−4              |
| Finalista | 27.  | 30 d'octubre de 1972   | París, França                                 | Dura (i)     | Stan Smith      | 2−6, 2−6, 5−7              |
| Finalista | 28.  | 23 de juliol de 1973   | Hilversum, Països Baixos                      | Terra batuda | Tom Okker       | 6−2, 4−6, 4−6, 7−6, 3−6    |